# Georgina Reilly
Georgina Reilly (Guildford, 12 febbraio 1986) è un'attrice e modella britannica naturalizzata canadese.

## Biografia
Appassionata di teatro fin da piccola, esordisce nel 2005 sulle passerelle londinesi. Nel 2006 si trasferisce con la sua famiglia a Toronto, in Canada, dove continua a coltivare la passione per il teatro e il musical ma anche per il cinema. Sul piccolo schermo esordisce nel film televisivo The Dark Room (2007), mentre dal 2012 al 2016 è nel cast della serie I misteri di Murdoch, nel ruolo della dottoressa Emily Grace.

## Filmografia

### Cinema
- Pontypool - Zitto o muori (Pontypool), regia di Bruce McDonald (2008)
- The Movie is Broken, regia di Bruce McDonald (2010)
- Better People, regia di Mark O'Brian (2012)
- Eddie, regia di Boris Rodriguez (2012)
- How To Keep Your Day Job, regia di Sean Frewer (2012)
- Stag, regia di Brett Heard (2013)

### Televisione
- The Dark Room – film TV (2007)
- Overruled – serie TV, 6 episodi (2009)
- Majority Rules – serie TV, 4 episodi (2009)
- Valemont – serie TV, 7 episodi (2009)
- The L.A. Complex – serie TV, 15 episodi (2012)
- Body Slam – film TV (2013)
- I misteri di Murdoch (Murdoch Mysteries) – serie TV, 67 episodi (2012-2021)
- Quantum Leap – serie TV, 11 episodi (2022-2023)

## Doppiatrici italiane
Nelle versioni in italiano delle opere in cui ha recitato, Georgina Reilly è stata doppiata da:
- Letizia Ciampa in I misteri di Murdoch
- Veronica Puccio in CSI: Vegas
- Gaia Bolognesi in Blindspot
- Alessandra Bellini in Quantum Leap